# Kjóto Sanga FC
Kjóto Sanga FC (japonsky 京都サンガFC) je japonský fotbalový klub z města Kjóto hrající v J2 League. Klub byl založen v roce 1922 pod názvem Kyoto Shiko Club. Svá domácí utkání hraje na Takebishi Stadium Kyoto.

## Úspěchy
- Císařský pohár: 2002

## Významní hráči
- Jasuhito Endó
- Daisuke Macui
- Takaši Hirano
- Jutaka Akita
- Rjúzó Morioka
- Acuši Janagisawa
- Masaši Óguro
- Marcus Tulio Tanaka
- Paulo Silas
- Daniel Sanabria